# Emil Orzechowski
Emil Orzechowski (ur. 1944) – polski teatrolog i kulturoznawca.

## Kariera naukowa
Doktoryzował się w roku 1974, Pracę habilitacyjną przedstawił w roku 1988. Tytuł profesorski otrzymał w roku 1998, od roku 2001 jest profesorem zwyczajnym Uniwersytetu Jagiellońskiego.
Współpracował z prof. Jerzym Gotem przy organizacji pierwszych w Polsce studiów teatrologicznych na UJ.
Jest twórcą specjalizacji akademickiej zarządzanie kulturą. Od 1994 poświęcił się stopniowej organizacji Instytutu Kultury UJ, w którym pełni funkcję Przewodniczącego Rady. Kierownik Katedry Zarządzania Kulturą w Instytucie Kultury UJ
Od roku 2005 jest także kierownikiem studiów licencjackich zarządzania kulturą PWSZ Oświęcim.
Przewodniczący Komisji Zarządzania Kulturą i Mediami Polskiej Akademii Umiejętności.

## Odznaczenia i nagrody
- Krzyż Kawalerski Orderu Odrodzenia Polski (2002)
- Nagroda Miasta Krakowa (2024)[3]

## Twórczość
- Stary Teatr i Studio (nagroda Ministra i nagroda "Echa Krakowa" za najlepszą książkę roku o Krakowie), 1974, doktorat.
- Państwowa Wyższa Szkoła Teatralna im. Ludwika Solskiego w Krakowie w trzydziestolecie istnienia, Wydawnictwo Literackie, Kraków 1977.
- Teatr Stary w Krakowie (1945-1985), Wydawnictwo Ossolineum, Wrocław 1985, ISBN 83-04-02712-7
- Teatr polonijny w Stanach Zjednoczonych (nagroda Ministra). 1988, habilitacja. ISBN 83-04-03102-7
- Koniec Polonii w Ameryce? (nagroda Ministra) 1977, tytuł profesorski. ISBN 83-233-1005-X
- Słownik polskich teatrów niezawodowych: Galicja do roku 1918, cz. 1 i 2 Wyd.: 	Wrocław: Wiedza o Kulturze. 1992,1993. ISBN 83-7044-049-5
- Kilka lekcji o teatrze, Kraków  1995. ISBN 83-86575-50-6
- Wokół zarządzania kulturą, edukacją, mediami, Wydawnictwo Uniwersytetu Jagiellońskiego, Kraków 1999. ISBN 978-83-233-1228-4
- Korespondencja Heleny Modrzejewskiej i Karola Chłapowskiego, Wydawnictwo Uniwersytetu Jagiellońskiego, Kraków 2000.  ISBN 83-233-1280-X
- Dziś nawet żebrak musi być sprawnym menedżerem. O zarządzaniu kulturą i szkolnictwem wyższym, Wydawnictwo Attyka, Kraków 2009. ISBN 978-83-926248-2-0

### Redakcja
Jest także redaktorem i wydawcą roczników naukowych:
- Zarządzanie w kulturze, Zeszyty I – XV Kraków 2000 – 2014. ISBN 83-233-1243-5
- Culture Management = Kulturmanagement = Zarządzanie Kulturą Rocznk I-III, Belgrade, Goerlitz, Kraków, Istambuł, Tbilisi, Riga, 2008-2010. ISSN  2081-4712